# 9814 Івобенко
9814 Івобенко (9814 Ivobenko) — астероїд головного поясу, відкритий 23 жовтня 1998 року.
Тіссеранів параметр щодо Юпітера — 3,572.